# Claude Pronovost
Joseph Georges Claude Pronovost (* 22. Juli 1935 in Shawinigan Falls, Québec) ist ein ehemaliger kanadischer Eishockeytorwart der in seiner aktiven Zeit von 1952 bis 1963 unter anderem für die Boston Bruins und Canadiens de Montréal in der National Hockey League gespielt hat. Seine Brüder Jean, André und Marcel waren ebenfalls professionelle Eishockeyspieler. 

## Karriere
Claude Pronovost begann seine Karriere als Eishockeyspieler bei den Cataractes de Shawinigan, für die er in der Saison 1952/53 sein Debüt in der Quebec Senior Hockey League gab. In der Saison 1953/54 spielte der Torwart für die Juniorenmannschaften Montreal Jr. Royals und Kitchener Greenshirts. Die folgende Spielzeit begann er bei der Juniorenmannschaft Montreal Jr. Canadiens und beendete sie im Seniorenbereich in der Quebec Hockey League bei den Saguenéens de Chicoutimi. Von 1955 bis 1959 stand er regelmäßig bei den Royaux de Montréal in der Quebec Hockey League zwischen den Pfosten. Im selben Zeitraum kam er jedoch auch zu Einsätzen für die Boston Bruins und Canadiens de Montréal, für die er in insgesamt drei Spielen in der National Hockey League auflief. In der Quebec Hockey League spielte er außerdem für die Saguenéens de Chicoutimi und Cataractes de Shawinigan und in der Western Hockey League für die Edmonton Flyers. In der Saison 1958/59 wurde er in das erste All-Star Team der Quebec Hockey League gewählt und erhielt die Vezina Memorial Trophy als bester Torwart der Liga. 
In der Saison 1959/60 trat Pronovost für die Calgary Stampeders in der Western Hockey League an. In den folgenden drei Jahren stand er jeweils während einer Spielzeit für seinen Ex-Klub Royaux de Montréal sowie die North Bay Trappers und Hull-Ottawa Canadiens in der Eastern Professional Hockey League zwischen den Pfosten. Anschließend beendete er seine Karriere bereits im Alter von 28 Jahren. 

## Erfolge und Auszeichnungen
- 1959 QHL First All-Star Team
- 1959 Vezina Memorial Trophy